# Hana Mazi Jamnik
Hana Mazi Jamnik (* 8. Dezember 2002 in Medvode; † 11. August 2022 in Strand, Norwegen) war eine slowenische Skilangläuferin.

## Leben
Hana Mazi Jamnik belegte bei den Olympischen Jugend-Winterspielen 2020 den 28. Platz über 5 km Klassisch. Beim Alpencup 2020/21 wurde sie Fünfte in der U20-Gesamtwertung. 2021 wurde sie Juniorenweltmeisterin im Skirollerfahren. Bei den Nordischen Junioren-Skiweltmeisterschaften 2022 belegte sie über 5 km Klassisch den 24. und über 15 km Freistil den 34. Platz.
Hana Mazi Jamnik starb am 11. August 2022 im Alter von 19 Jahren in der norwegischen Gemeinde Strand, als sie beim Skirollerlaufen von einem Lastkraftwagen angefahren wurde.